# Meliata
Meliata est un village de Slovaquie situé dans la région de Košice.

## Histoire
La première mention écrite du village date de 1243.
La localité fut annexée par la Hongrie après le premier arbitrage de Vienne le 2 novembre 1938. En 1938, on comptait 378 habitants dont 4 d'origine juive. Elle faisait partie du district de Tornaľa (hongrois : Tornaljai járás). Le nom de la localité avant la Seconde Guerre mondiale était Meliata/Melléte. Durant la période 1938 - 1945, le nom hongrois Melléte était d'usage. À la libération, la commune a été réintégrée dans la Tchécoslovaquie reconstituée.

## Démographie

### Évolution de la population
| Année:               | 1994. | 2004.   | 2014.   | 2024.    |
| -------------------- | ----- | ------- | ------- | -------- |
| Nombre de personnes: | 241   | 223     | 206     | 169      |
| Différence:          |       | -7,46 % | -7,62 % | -17,96 % |

| Année:               | 2023. | 2024. |
| -------------------- | ----- | ----- |
| Nombre de personnes: | 169   | 169   |
| Différence:          |       | +0 %  |